# Mark Downey
Mark Downey (Dromore, Reino Unido, 3 de julio de 1996) es un deportista irlandés que compite en ciclismo en las modalidades de pista y ruta. Ganó una medalla de bronce en el Campeonato Mundial de Ciclismo en Pista de 2019, en la carrera por puntos.

## Medallero internacional
| Campeonato Mundial | Campeonato Mundial | Campeonato Mundial | Campeonato Mundial |
| Año                | Lugar              | Medalla            | Competición        |
| ------------------ | ------------------ | ------------------ | ------------------ |
| 2019               | Pruszków (Polonia) | Medalla de bronce  | Puntuación         |

## Palmarés
2018
- 3.º en el Campeonato de Irlanda en Ruta [2]